# Peter Petersen (philosophe)
Pour les articles homonymes, voir Petersen.
Peter Petersen (1884-1952) est un philosophe et un pédagogue allemand, qui s'est consacré à introduire dans les sciences de l'éducation la vision du monde raciste du national-socialisme.
Philosophe, il enseigne à l'Université d'Iéna. Il est l'auteur d'un projet de réforme de l'éducation, appelé "Plan d'Iéna", sur lequel il a travaillé toute sa vie, par lequel il a voulu introduire le paradigme de la race dans l'éducation, comme l'ont montré Jacques Gandouly et notamment Benjamin Ortmeyer.
Il faut, selon Petersen, centrer l'enseignement sur le développement de l'enfant et intégrer les apprentissages cognitifs, psychomoteurs et socioaffectifs. La question de la motivation de l'enfant et de sa socialisation sont essentielles. il convient donc d'alterner travail individualisé et travail de groupe, en respectant le rythme de chaque élève. L'entraide est valorisée dans des "classes verticales". Sa démarche est celle de la "recherche-action" : réflexion théorique, observation des élèves, stratégie pédagogique, puis évaluation des effets. On ne peut pour autant dissocier les visées pédagogiques de Petersen de l'arrière-fond racialiste de sa conception de l'éducation, aujourd'hui bien documenté par la recherche allemande.